# Cirque Métropole

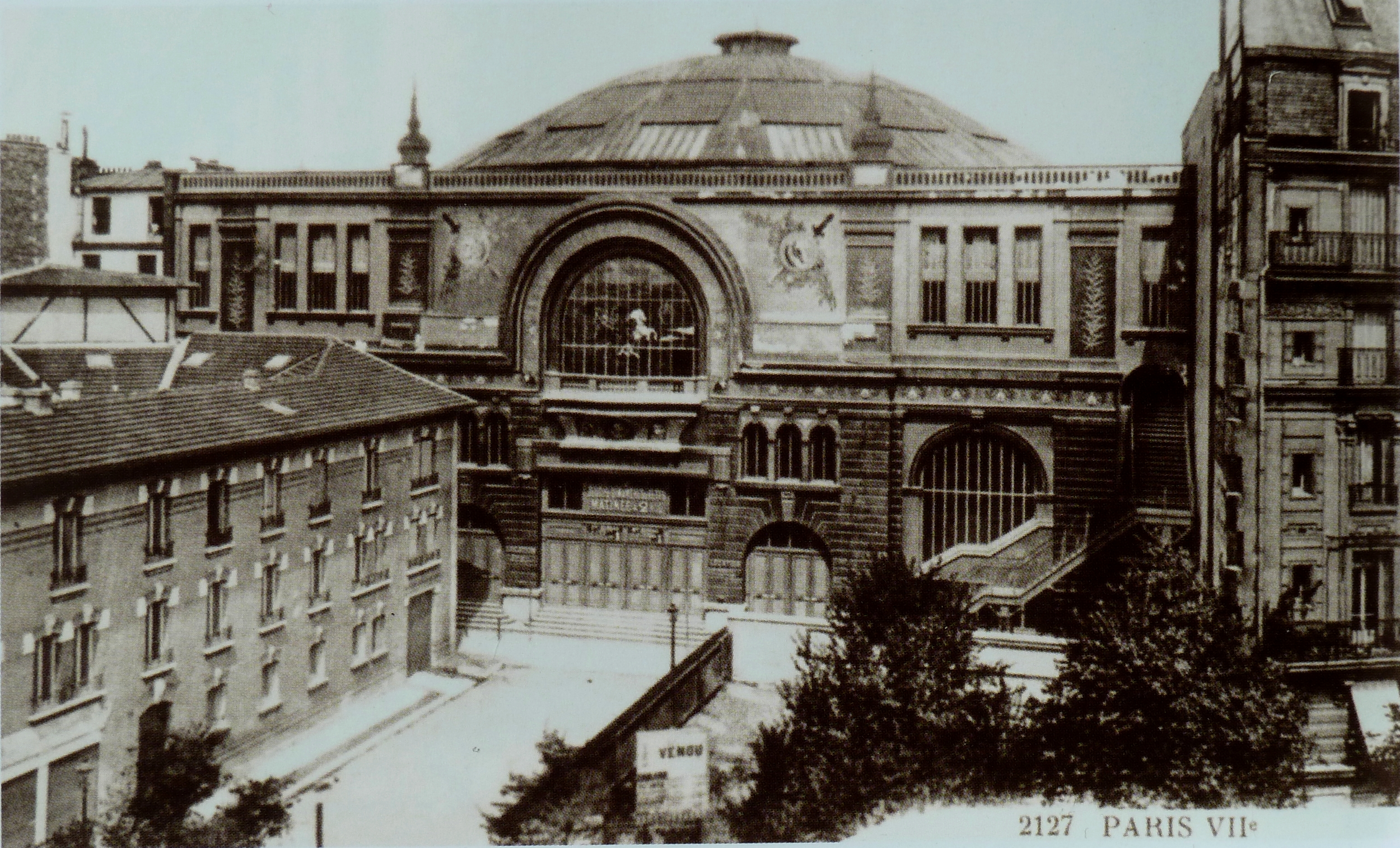
Vue du cirque, vers 1910.

Le cirque Métropole, devenu cirque de Paris, est un ancien cirque français ouvert à Paris en janvier 1906 et fermé en janvier 1930, puis démoli. Dernier cirque construit en dur de la capitale française, il était situé aux nos 18-20 de l'avenue de La Motte-Picquet, dans le quartier du Gros-Caillou (7e arrondissement).

## Histoire
Le cirque Métropole est créé à l'initiative de M. Irlicht, un dentiste américain passionné par le cirque. Il est inauguré le 5 janvier 1906. Sa salle comprenait plus de 6 000 places. 
Entre autres, il accueille dès janvier 1907, des matchs de boxe anglaise ; Marc Gaucher y fait ses débuts.
Deux ans plus tard, en 1908, il devient le cirque de Paris et est concédé à la société Pathé Frères qui, pendant quelques mois, le transforme en cinéma. 
Le 23 octobre 1912, eut lieu le match de boxe entre Billy Papke et Georges Carpentier pour le titre de champion du monde poids-moyen ; Carpentier s'incline au 18e round, grièvement blessé à l'œil droit.
Fin 1914 au début de la Première Guerre mondiale, les premiers réfugiés belges fuient devant l'avancée des troupes allemandes : ils sont hébergés à leur arrivée dans la capitale, au cirque.
En 1919, y est organisée la première réunion de l'American Legion ; une plaque en bronze au 14 rue Ernest-Psichari rappelle à ce souvenir. 
L'un des derniers grands matchs qui eut lieu au cirque, fut le combat entre le champion du monde poids coqs Panama Al Brown et le Britannique Joe Cadman, le 9 avril 1929, remporté par le premier.
Il ferme ses portes le 15 janvier 1930, avant d'être démoli. La rue Ernest-Psichari est percée à son emplacement.

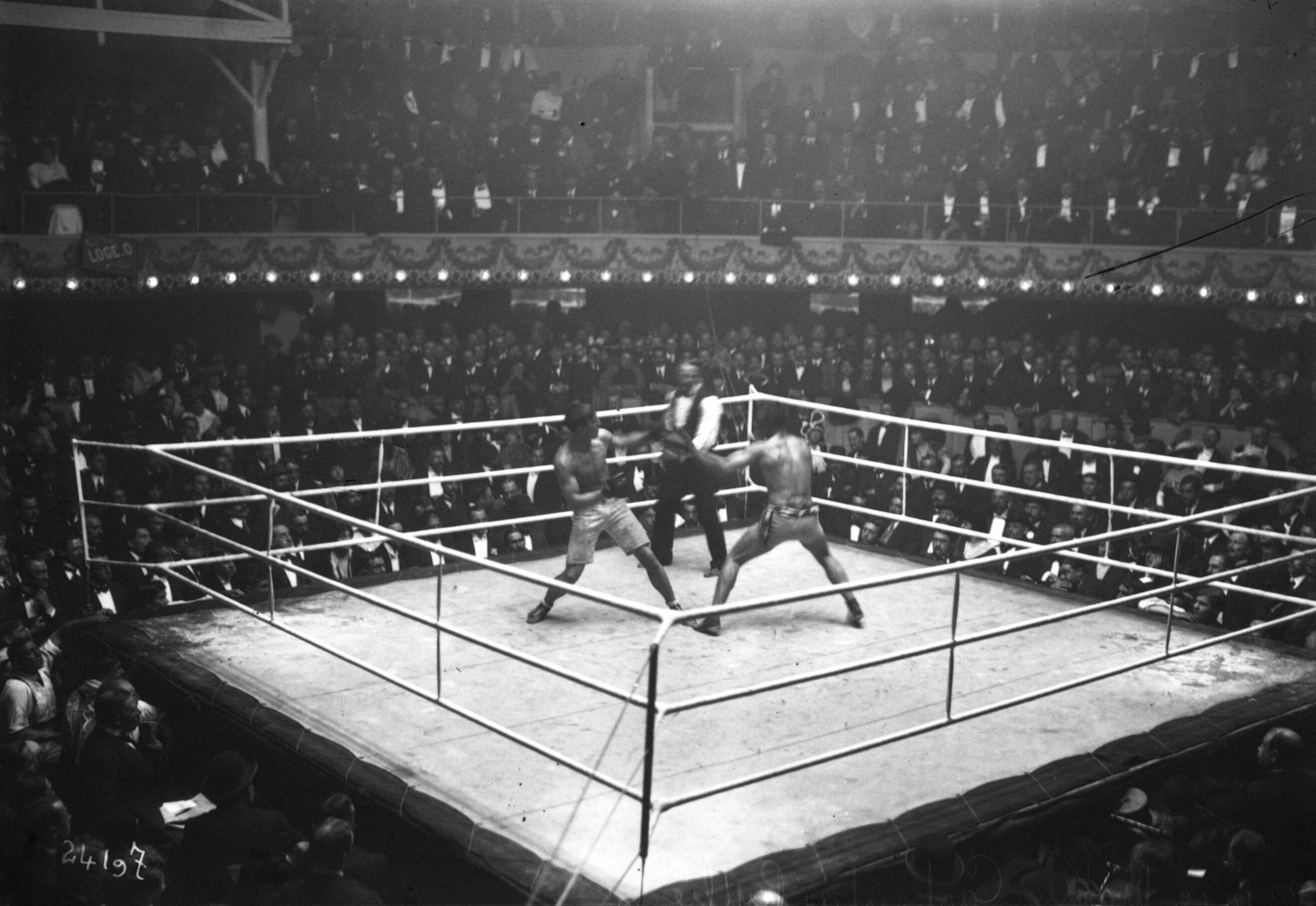
Match Carpentier-Papke, octobre 1912.
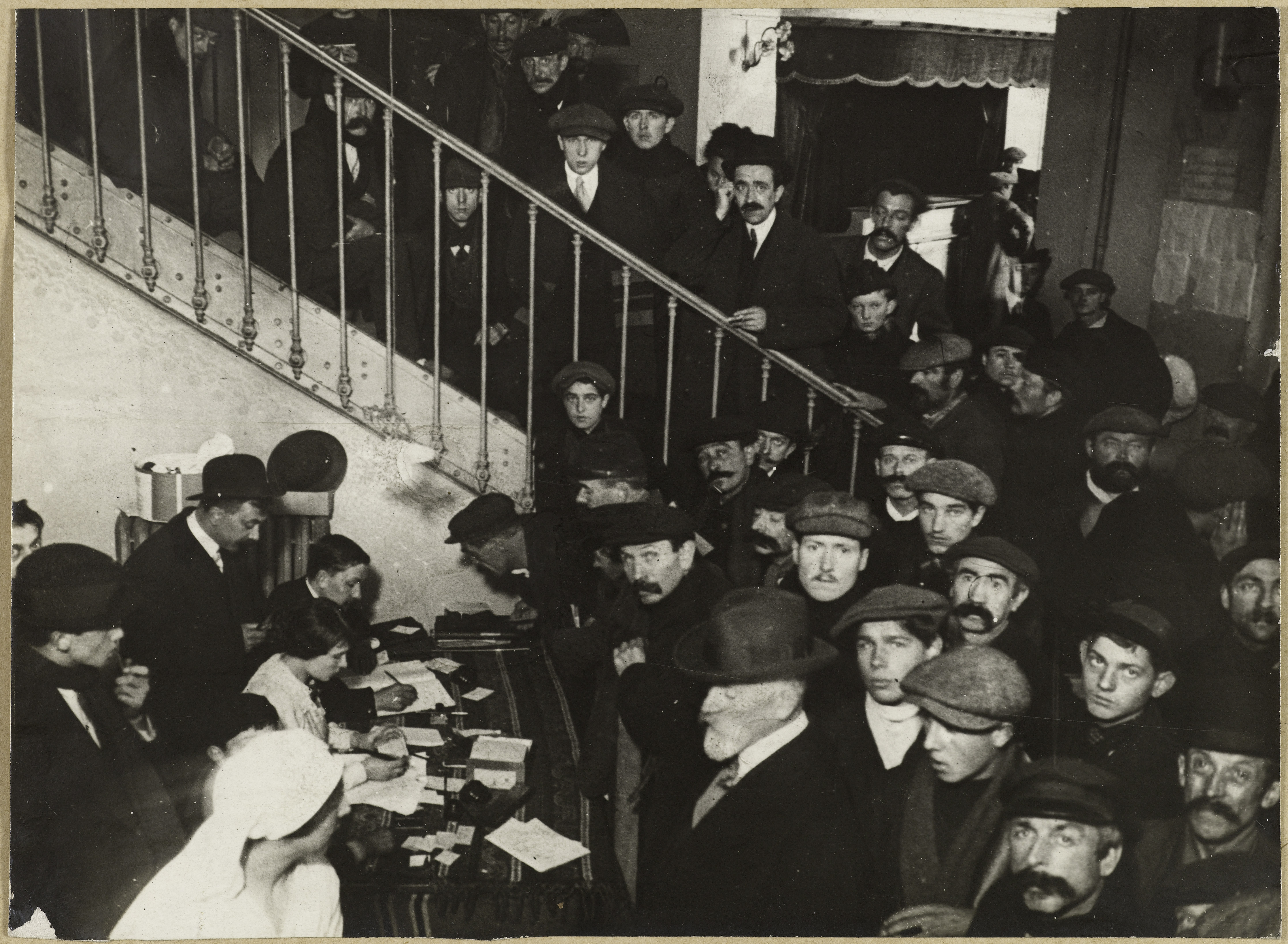
Arrivée des réfugiés belges, fin 1914.
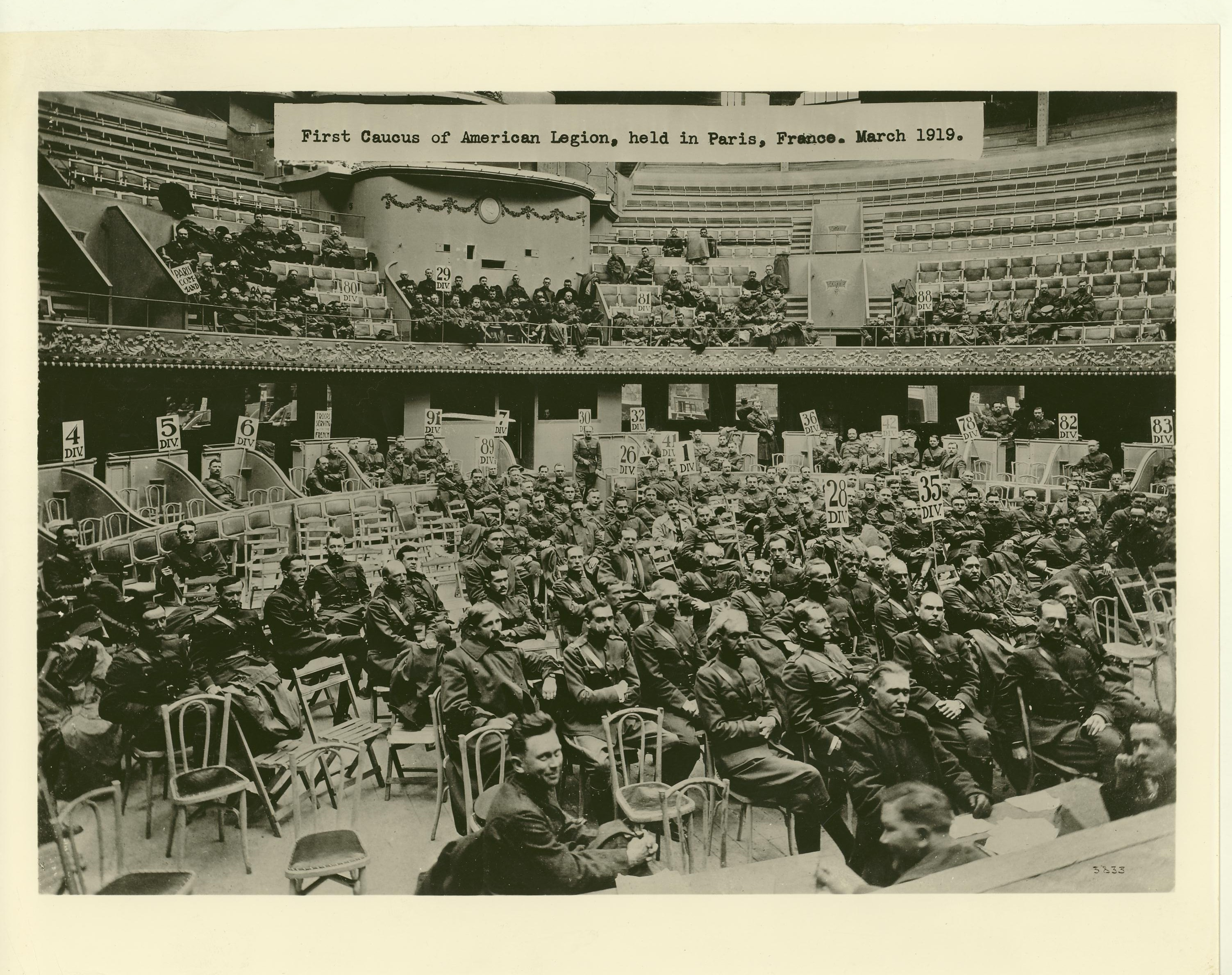
Intérieur du Cirque Métropole lors de la première réunion de l'American Legion en 1919.
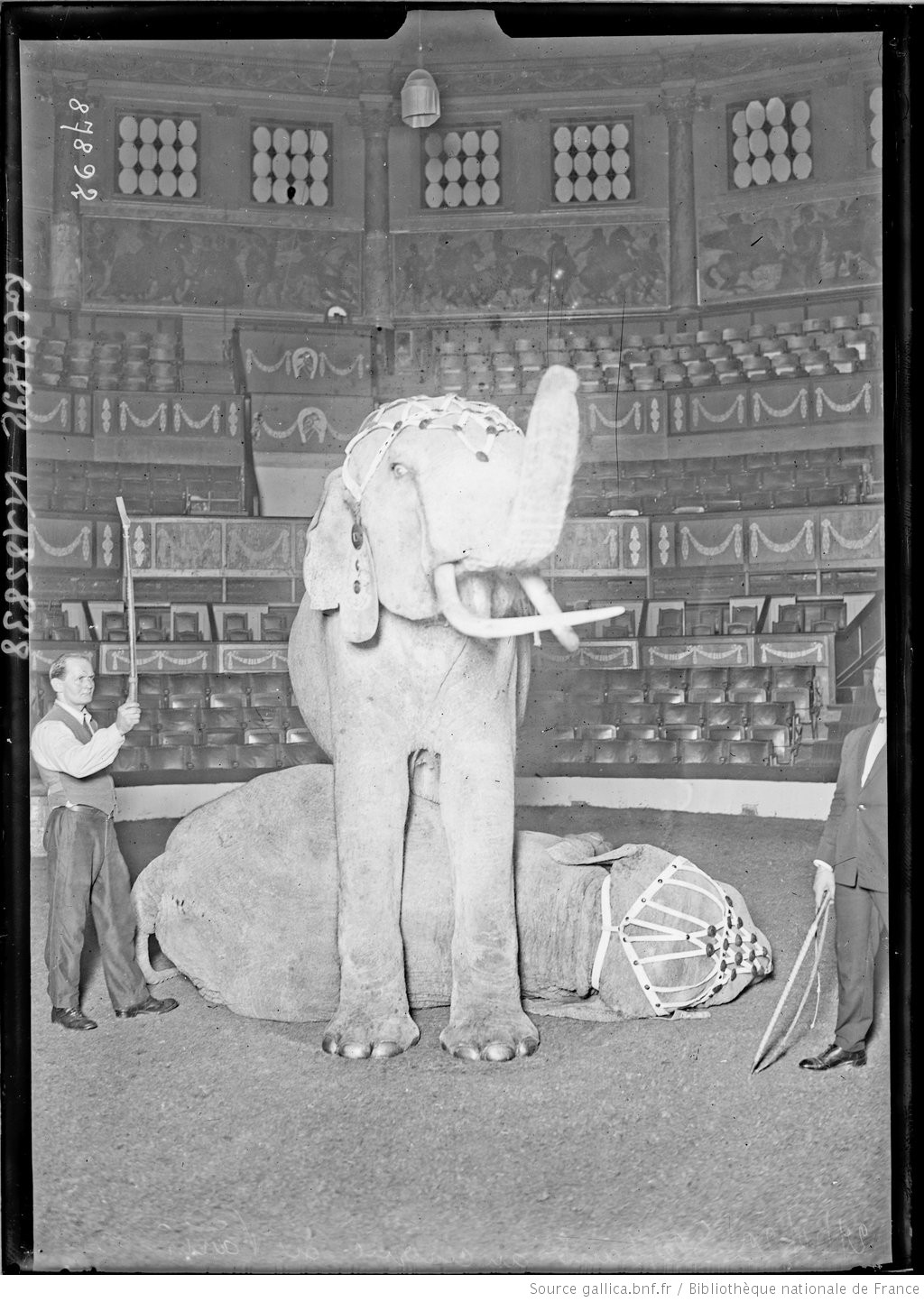
Spectacle d'éléphants en 1923.